# Nicolae Lupu (istoric)
Nicolae Lupu (n. 24 martie 1921, Viștea de Sus, județul Făgăraș, azi în județul Brașov – d. 27 martie 2001, Sibiu), a fost un istoric și arheolog român, director al Muzeului Brukenthal (1948-1969), șef al Secției din Sibiu a Academiei Române (1956-1970), decan al Facultății de Filologie și Istorie din Sibiu a Universității „Babeș-Bolyai” din Cluj (1969-1973), șef al Catedrei de istorie a Facultății de Filologie și Istorie din Sibiu (1973-1976), membru al Academiei de Științe Sociale și Politice (din 1969), doctor honoris causa al Universității „Lucian Blaga” din Sibiu (2000).

## Studii
După școala primară din satul natal, a urmat ciclul inferior al Liceului „Radu Negru” din Făgăraș (1933-1937), ciclul superior al Liceului „Decebal” din Deva (1937-1941), Facultatea de Studii Clasice și Arheologie a Universității „Ferdinand I” din Cluj, refugiată la Sibiu, ca urmare a cedării Ardealului de Nord către Ungaria (1941-1946).

## Cariera
În timpul facultății a lucrat sub îndrumarea profesorului Constantin Daicoviciu pe principalele șantiere arheologice din Transilvania, în special la Sarmisegetusa Ulpia Traiana. După facultate, a fost profesor și pedagog la Liceul Teoretic Mixt „Titu Maiorescu” din Aiud și la Liceul „Gheorghe Lazăr” din Sibiu. După naționalizarea din 1948, a fost numit director al Muzeului Brukenthal din Sibiu. În 1948, Muzeul Brukenthal era un mare depozit neorganizat de foarte însemnate valori culturale. În fruntea unui colectiv mic dar valoros, Nicolae Lupu a restaurat palatul și a creat condiții de restaurare-conservare, a reorganizat colecțiile și depozitele, a făcut numeroase noi achiziții, a încorporat Muzeul de Științe Naturale, a obținut importantele clădiri Casa Albastră și Primăria Veche, a obținut terenurile din Pădurea Dumbrava, unde, în 1962, a început organizarea unui muzeu al tehnicii populare, care poartă astăzi numele de Complexul Național Muzeal „Astra”. Au fost identificate o mulțime de opere de artă care până atunci figurau ca anonime. A înființat revista „Muzeul Brukenthal-studii și comunicări”, al cărei prim redactor șef a fost. În acești ani, ca arheolog, a descoperit și cercetat cetatea dacică de la Tilișca, menționată în documente încă din sec. al XIX-lea. A întreprins vizite culturale oficiale în mai multe state, cele mai importante în R. F. G. și S.U.A. Și-a luat doctoratul în Istoria veche a României în anul 1967.
În anul 1956 a demarat și finalizat înființarea Secției din Sibiu a Filialei din Cluj a Academiei Române, care, după ce a purtat diverse denumiri, s-a denumit, după 1990, Institutul de Cercetări Socio-Umane al Academiei Române. În anul 1957 a dispus demararea proiectului de realizare a unui dicționar al graiurilor săsești, inițiativă pe care a menținut-o ca obiectiv principal al institutului. În cadrul acestei instituții, Nicolae Lupu a înființat revista „Forschungen zur Volks-und Landeskunde” (1959), al cărei prim redactor șef a fost.
Atât la Muzeul Brukenthal, cât și la secția Academiei, a angajat și ocrotit, în timpuri grele, intelectuali de marcă, urmăriți pentru faptul de a avea dosare politice necorespunzătoare regimului politic al vremii: Harald Krasser, Bernard Capesius, Cornel Irimie, Iulius Bieltz, Gustav Gündisch, Carol Göllner, Haralambie Chirca, Teodor Ionescu.
Între anii 1966-1969, a inițiat și finalizat demersurile pentru înființarea unui centru universitar laic la Sibiu. În anul 1969 s-a înființat Facultatea de Filologie și Istorie din Sibiu, a fost preșendinte al Universității „Babeș-Bolyai” din Cluj și a devenit primul decan al acestei facultăți. În timpul acestui decanat, a înființat specializările Istorie, Istorie-Germană, Germană-Română, Engleză-Română, Engleză-Germană, Istorie-Engleză, Germană-Engleză, Științe Economico-Administrative (devenită ulterior Drept economico-administrativ). A aprobat Facultății de Industria Lemnului din Brașov să deschidă un centru de învățământ la Sibiu, acesta fiind începutul învățământului superior tehnic la Sibiu. A adus la Facultatea de Filologie-Istorie personalități naționale, care au pregătit un corp valoros de cadre universitare (Emilia Milicescu, Mihail Isbășescu, Georg Scherg, Mihail Bogdan, sau mai tinerii Liviu Maior și Vasile Vesa). Cu o întrerupere de câțiva ani, în deceniul al nouălea al secolului trecut, Nicolae Lupu a predat la Universitatea „Lucian Blaga”, până în anul 1999. Ca cercetător, profesor, decan, șef de catedră, a fost mentor al unor importanți istorici și a contribuit la formarea multor promoții de absolvenți. Facultatea de Istorie și Patrimoniu a Universității „Lucian Blaga” din Sibiu poartă numele „Nicolae Lupu” (2003)
Nicolae Lupu a făcut parte și din redacțiile revistelor „Materiale și cercetări arheologice” și „Buletinul de Informare Științifică Istorie-Arheologie” al Academiei Române. A fost membru al Societății de Științe Istorice din România, al ”National Trust of Historic Preservation” din S.U.A. și al Societății de Studii Clasice din România. Cunoștea limbile latină, greacă veche, italiană, germană, franceză și engleză, fapt care i-a favorizat un număr impresionant de contacte internaționale. A fost decorat în mai multe rânduri cu ordine și medalii ale României. A fost bursier Humbold (1981).
Ca arheolog a lucrat pe șantierele de la Costești, Blidaru, Piatra Roșie, Cașolț, Calbor, Boița, Sighișoara, Târnăvioara, Săcădate, Ghijasa de Sus, Roșia, Ocna Sibiului, Rucăr. A descoperit singurul atelier monetar de pe teritoriul Daciei regale (Tilișca). Ca urmare a bogatei activități desfășurată pe teren și a muncii de cabinet, a elaborat peste 150 de studii și articole pe care le-a publicat în diferite reviste din țară și din străinătate și a întocmit lucrări publicate sub forma unor volume aparte.
După ce unul din fii săi a rămas în R.F.G. (1973), Nicolae Lupu a fost marginalizat de autoritățile timpului. După trecerea anilor, comunitatea intelectuală din România i-a recunoscut toate meritele. Facultatea de Istorie și Patrimoniu a Universității „Lucian Blaga” din Sibiu poartă numele „Nicolae Lupu” (2003)

## Distincții
- Medalia „A cincea aniversare a Republicii Populare Române” (24 decembrie 1952) „pentru lupta și munca duse în vederea făuririi, consolidării și prosperării Republicii Populare Române”[1]

## Publicistică
Câteva dintre principalele lucrări sunt:
- Cetăți dacice din sudul Transilvaniei, Editura Meridiane, București, 1966
- Aspekte des Münzumlaufs im vorrömischen Dakien, în “Jahrbuch für Numismatik und Geldgeschichte”, 1967 (R.F.G.)
- Sibiu und seine historischen Bauten, București, 1969
- Tilișca. Așezările arheologice de pe Cățănaș, București, 1969
- Cetatea Sibiului, București, 1966 și 1969
- Dacia romană și Dobrogea romană. Perioada migrațiilor în Dacia, continuitatea daco-romană, formarea limbii și poporului român, Sibiu, 1993
- Die Münze in der dakischen Burg von Tilișca, în „Forschungen zur Volks-und Landeskunde”, 7/1, 1964, Bukarest
- Cu privire la aspectele caracteristice ale circulației denarului republican roman în Dacia și Pannonia, în sec. I î.e.n.-I e.n., în „Studii și Comunicări”, 19 (arheologie-istorie), 1975
- Civilizația dacică și influențele romane exercitate asupra ei în sec. I î.e.n.-I e.n., în „Apulum”, Arheologie, Istorie, Etnografie, Alba Iulia MCMLXXVIII
- Istoricul cercetării necropolei de la Cașolț-Sibiu, în „Studii și cercetări științifice”, Seria III, Științe sociale, Anul VI, nr. 3-4, București, 1955
- Necropola de la Calbor (jud. Brașov), în „Forschungen zur Volks-und Landeskunde”, nr. 1, 1959.